# Klaus Lehnertz

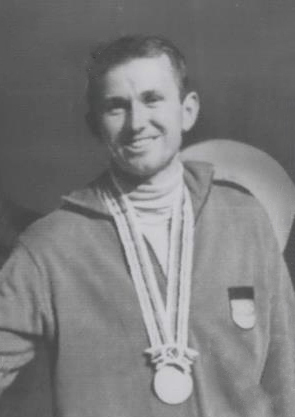
Klaus Lehnertz 1964

Klaus Lehnertz (* 13. April 1938 in Solingen) ist ein ehemaliger deutscher Leichtathlet, der bei den Olympischen Spielen 1964 in Tokio die Bronzemedaille im Stabhochsprung gewann (5,00 m). Er startete bei diesen Olympischen Spielen für die Bundesrepublik innerhalb einer gemeinsamen deutschen Mannschaft. Lehnertz startete für den Solinger LC und ab 1964 für den KSV Hessen Kassel.
Ergebnisse bei weiteren Leichtathletik-Jahreshöhepunkten:
- Leichtathletik-Europameisterschaften 1962: Platz 13 (4,30 m)
- Leichtathletik-Europameisterschaften 1966: Platz 9 (4,70 m)
- Olympische Spiele 1968: In der Qualifikation ausgeschieden (4,85 m; 4,90 m nicht erfüllt)

1959, 1960 und 1964 wurde Lehnertz deutscher Hallenmeister, im Freien gewann er den Titel von 1959 bis 1961 und von 1966 bis 1968. 1967 wurde ihm der Rudolf-Harbig-Gedächtnispreis verliehen.
Noch während seiner sportlichen Karriere begann der ausgebildete Sportlehrer mit einer wissenschaftlichen Laufbahn als Wiss. Assistent am Institut für Leibesübungen der Georg-August-Universität Göttingen bei Wilhelm Henze. Als Dietrich Martin in Kassel Institutsdirektor wurde, holte er Lehnertz an die Gesamthochschule Kassel, wo dieser 1978 promoviert wurde. 1985 erfolgte seine Habilitation. Bis 2003 war er Professor für Trainings- und Bewegungslehre in Kassel, wobei in späteren Jahren die Bewegungslehre im Golfsport ein Schwerpunkt seiner Forschungstätigkeit war. Durch Martins und Lehnertz’ Arbeit entstanden so in Kassel auch Anfänge einer Wettkampfpädagogik.